# Kolibło
Kolibło (Balanites Delile) – rodzaj roślin z rodziny parolistowatych (Zygophyllaceae). Obejmuje 9 gatunków. Wszystkie rosną w Afryce (zasięg rodzaju obejmuje niemal cały jej obszar bez Tunezji i Afryki Południowej), dwa gatunki rosną poza tym także w Azji południowo-zachodniej oraz w Indiach i Mjanmie.
Szereg gatunków ma nasiona oleiste, z których pozyskuje się oleje. Niektóre mają jadalne owoce (np. kolibło egipskie i B. maughamii). Kolibło egipskie ma także szereg innych zastosowań związanych z właściwościami leczniczymi, gatunek dostarcza wartościowego drewna i włókien.

## Systematyka
Pozycja systematyczna i podział według APweb (aktualizowany system APG III z 2009)
Rodzaj należy do grupy Tribuloideae z rodziny siostrzanej dla Krameriaceae w obrębie rzędu parolistowców Zygophyllales będącego kladem bazalnym różowych właściwych.
Wykaz gatunków
- Balanites aegyptiaca (L.) Delile – kolibło egipskie
- Balanites angolensis (Welw.) Mildbr. & Schltr.
- Balanites glabra Mildbr. & Schltr.
- Balanites maughamii Sprague
- Balanites pedicellaris Mildbr. & Schltr.
- Balanites rotundifolia (Tiegh.) Blatt.
- Balanites roxburghii Planch.
- Balanites triflora Tiegh.
- Balanites wilsoniana Dawe & Sprague